# Čeglje
Čeglje je naseljeno mjesto u Republici Hrvatskoj u Zagrebačkoj županiji.

## Zemljopis
Administrativno je u sastavu Jastrebarskog. Naselje se proteže na površini od 8,42 km². 

## Stanovništvo
Prema popisu stanovništva iz 2001. godine Čeglje ima 445 stanovnika koji žive u 132 kućanstva. Gustoća naseljenosti iznosi 52,85 st./km².
| broj stanovnika | 359   | 488   | 440   | 482   | 496   | 507   | 518   | 568   | 625   | 673   | 635   | 589   | 541   | 562   | 445   | 373   | 353   |
|                 | 1857. | 1869. | 1880. | 1890. | 1900. | 1910. | 1921. | 1931. | 1948. | 1953. | 1961. | 1971. | 1981. | 1991. | 2001. | 2011. | 2021. |

## Obrazovanje
U Čegljima se nalazi Područna Škola Čeglje u sastavu Osnovne Škole Ljubo Babić Jastrebasko. Školu pohađaju učenici od 1. do 4. razreda.